# Biserica Franciscană din Sibiu

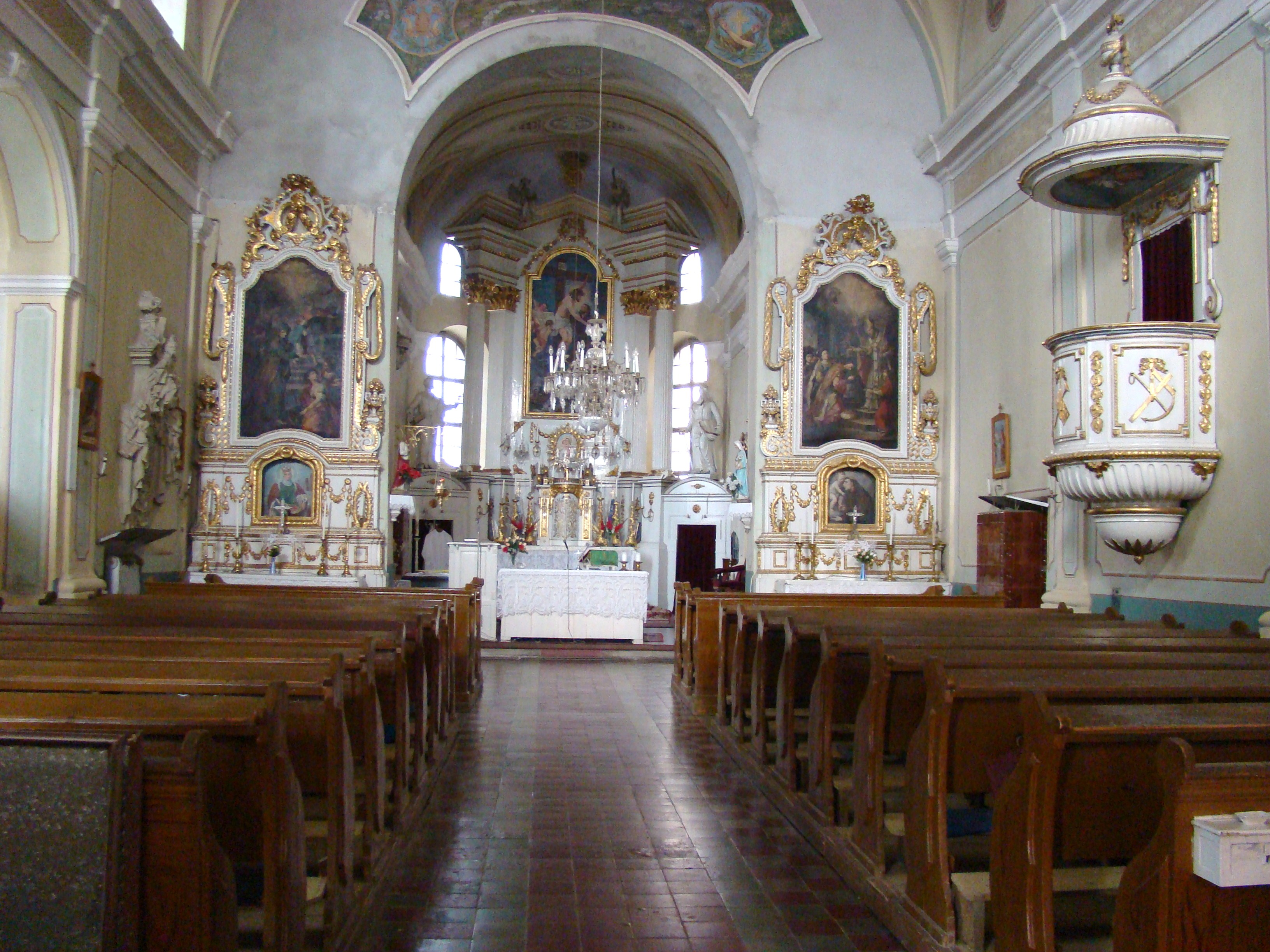
Nava spre altar

Biserica Franciscană din Sibiu este o biserică romano-catolică situată pe strada Șelarilor (mai demult strada Franciscană) nr. 12-14.

## Istoric
Biserica a fost la început, în secolul al XV-lea, parte a unei mănăstiri a călugărițelor clarise, ramura feminină a Ordinului Fraților Minori (franciscani).
În urma Reformei protestante mănăstirea a fost desființată, iar biserica a fost mult timp folosită ca depozit de cereale, fapt ce a condus la deteriorarea continuă a edificiului.
După intrarea Principatului Transilvaniei în componența Imperiului Habsburgic, generalul comandant Étienne de Stainville a obținut, în 1716, de la reprezentanții orașului, permisiunea instalării călugărilor franciscani în orașul Sibiu. Călugării s-au stabilit în vechile așezăminte (mănăstire și biserică) ale clariselor. La 13 iunie 1716 în vechea biserică a clariselor, amenajată modest, de sărbătoarea Sfântului Anton de Padova, preotul Anton Schirmer, superiorul mănăstirii, a celebrat prima Sfântă Liturghie de după Reforma protestantă.
În perioada interbelică lăcașul a fost folosit și ca biserică parohială a Parohiei Române Unite Sibiu II, cu generalul în retragere Ioan Boeriu ca epitrop.
În 1949, după instaurarea regimului comunist, mănăstirea a fost desființată, iar călugării au fost internați în lagăr.

## Arhitectură
Biserica a fost construită în stil gotic, ulterior a fost transformată în stil baroc. În biserică se păstrează o statuie a Madonei, în stil gotic, foarte valoroasă, iar în cripta bisericii sunt mai multe pietre funerare, între care cea a generalului Étienne de Stainville, comandantul militar al Transilvaniei și Olteniei austriece, decedat în 1720. În cripta bisericii se află de asemenea mormântul guvernatorului Ioan Haller, decedat în anul 1756, precum și cel al soției acestuia. Aproximativ 70 de călugări franciscani își au locul de veci în cripta bisericii.
În interiorul bisericii se află monumentul funerar al generalului Damian Hugo von Virmond (1666-1722), comandant militar al Transilvaniei și ambasador la Constantinopol.

## Imagini din exterior

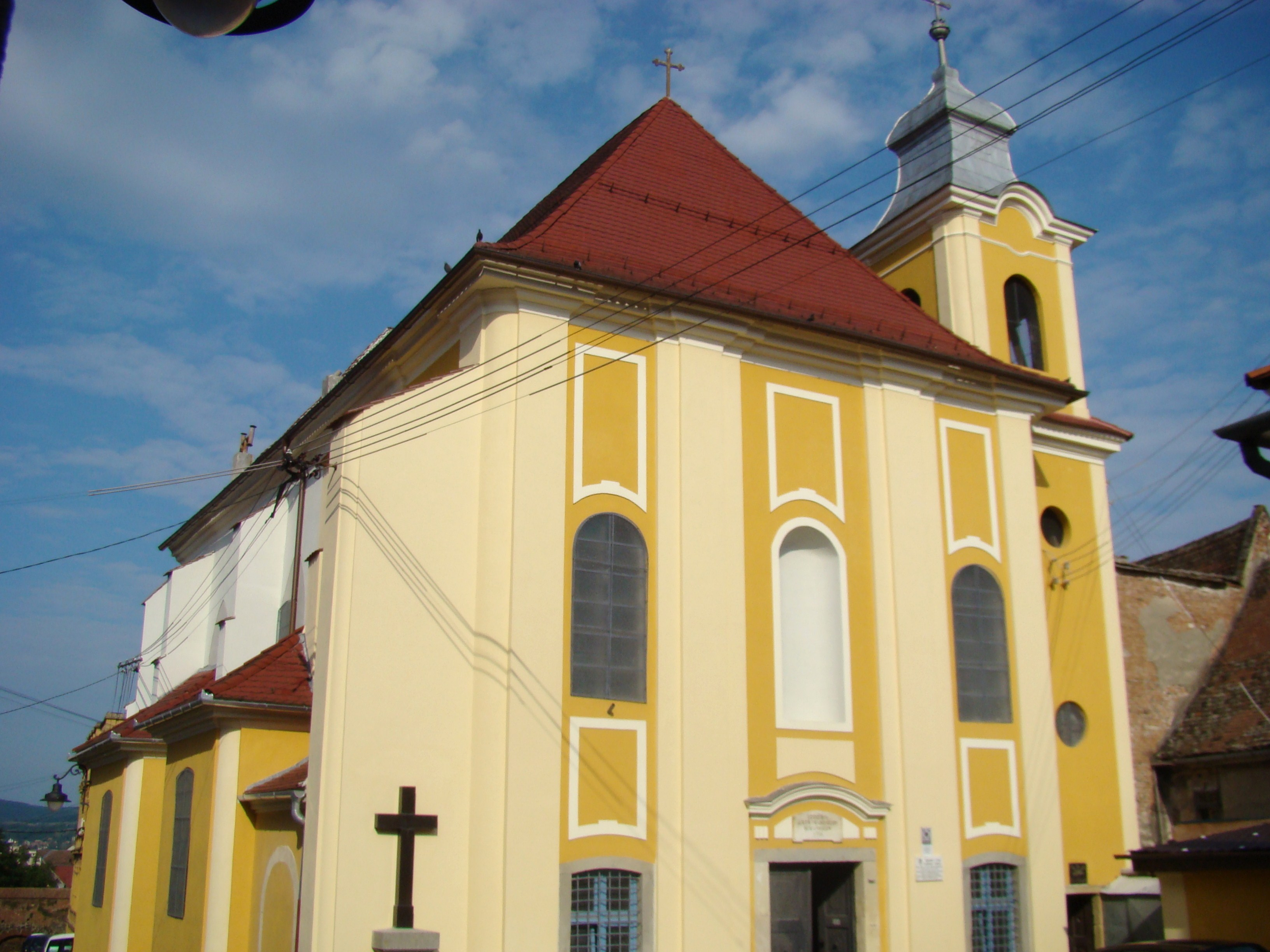
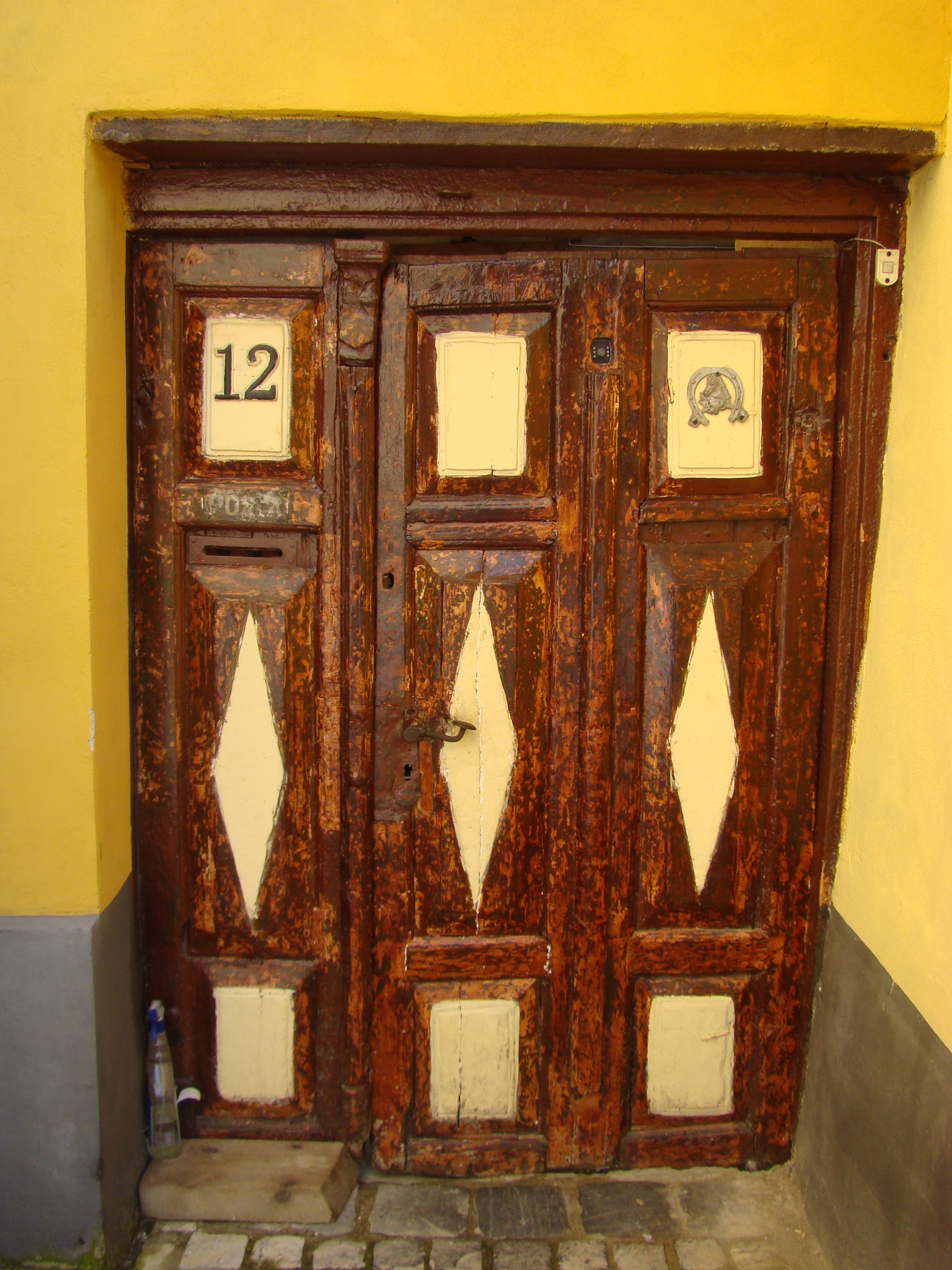
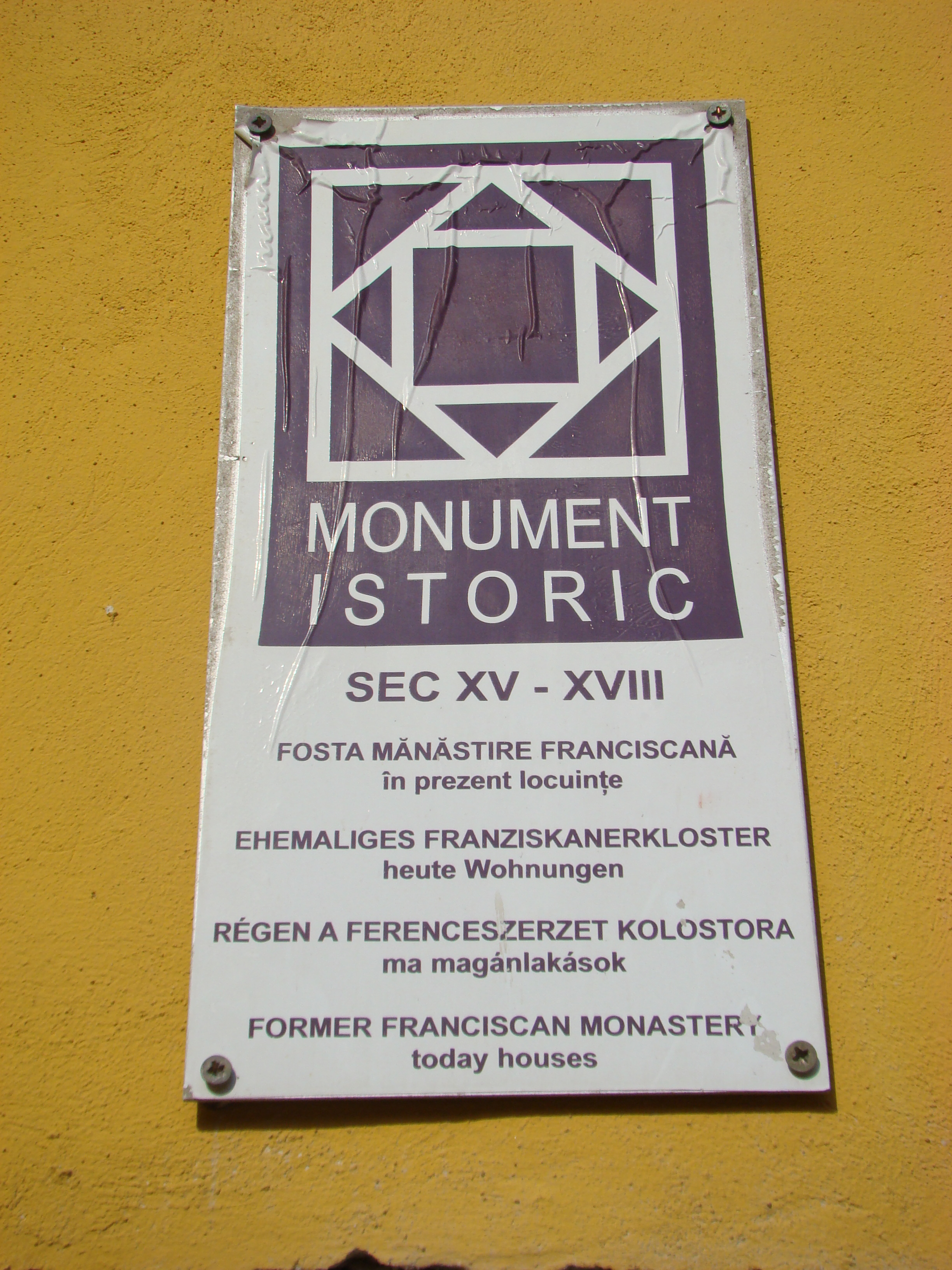
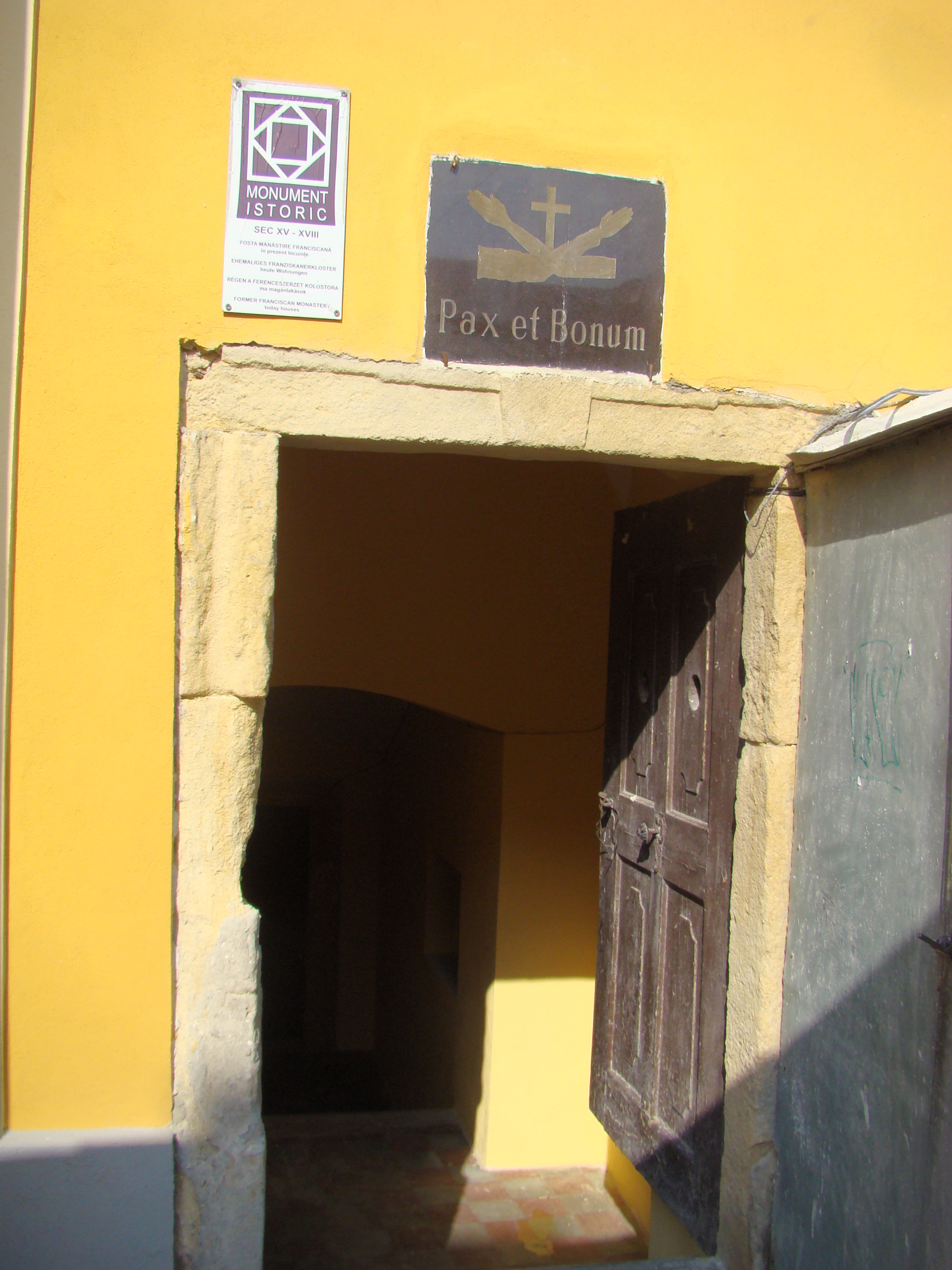
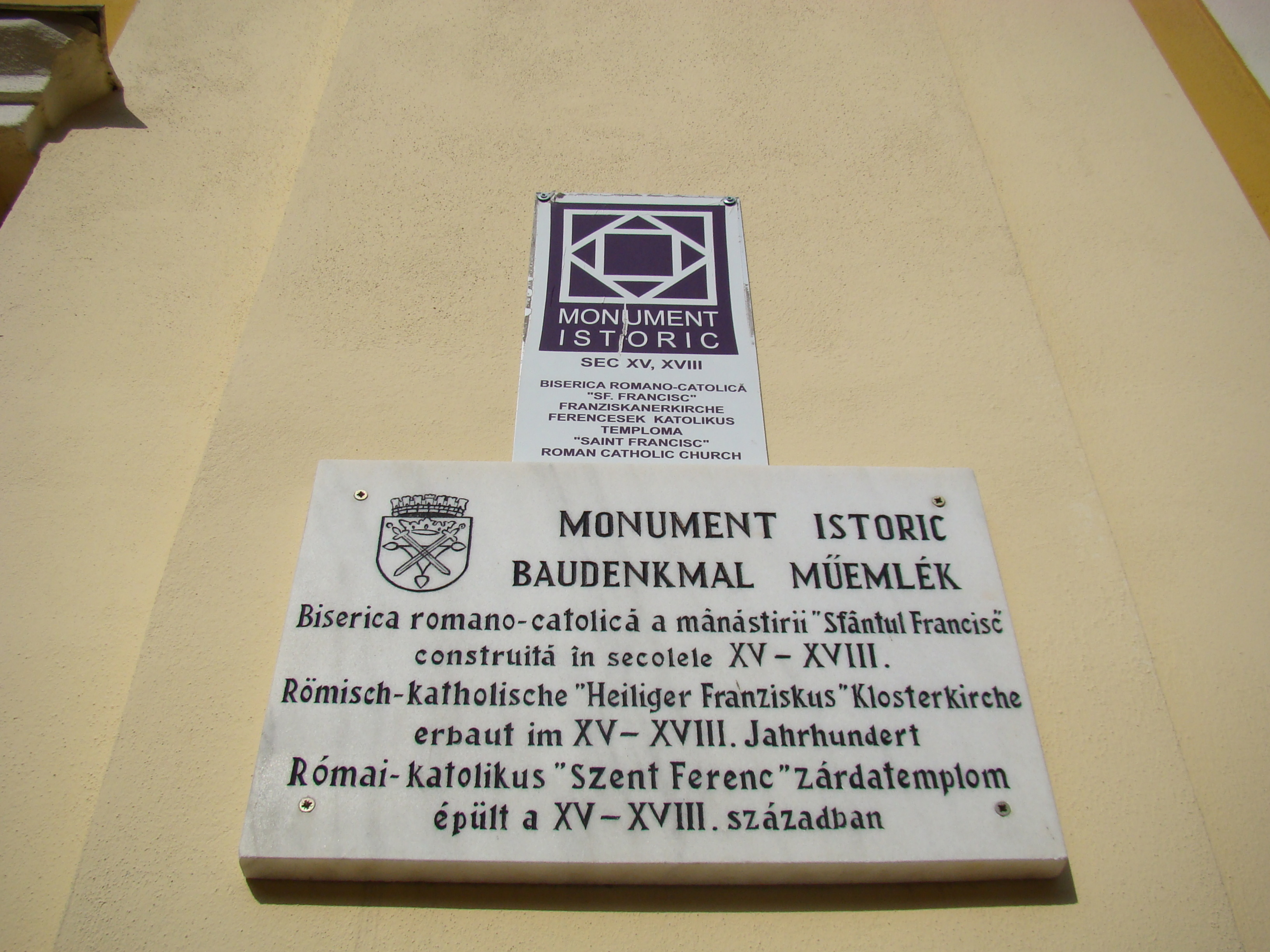
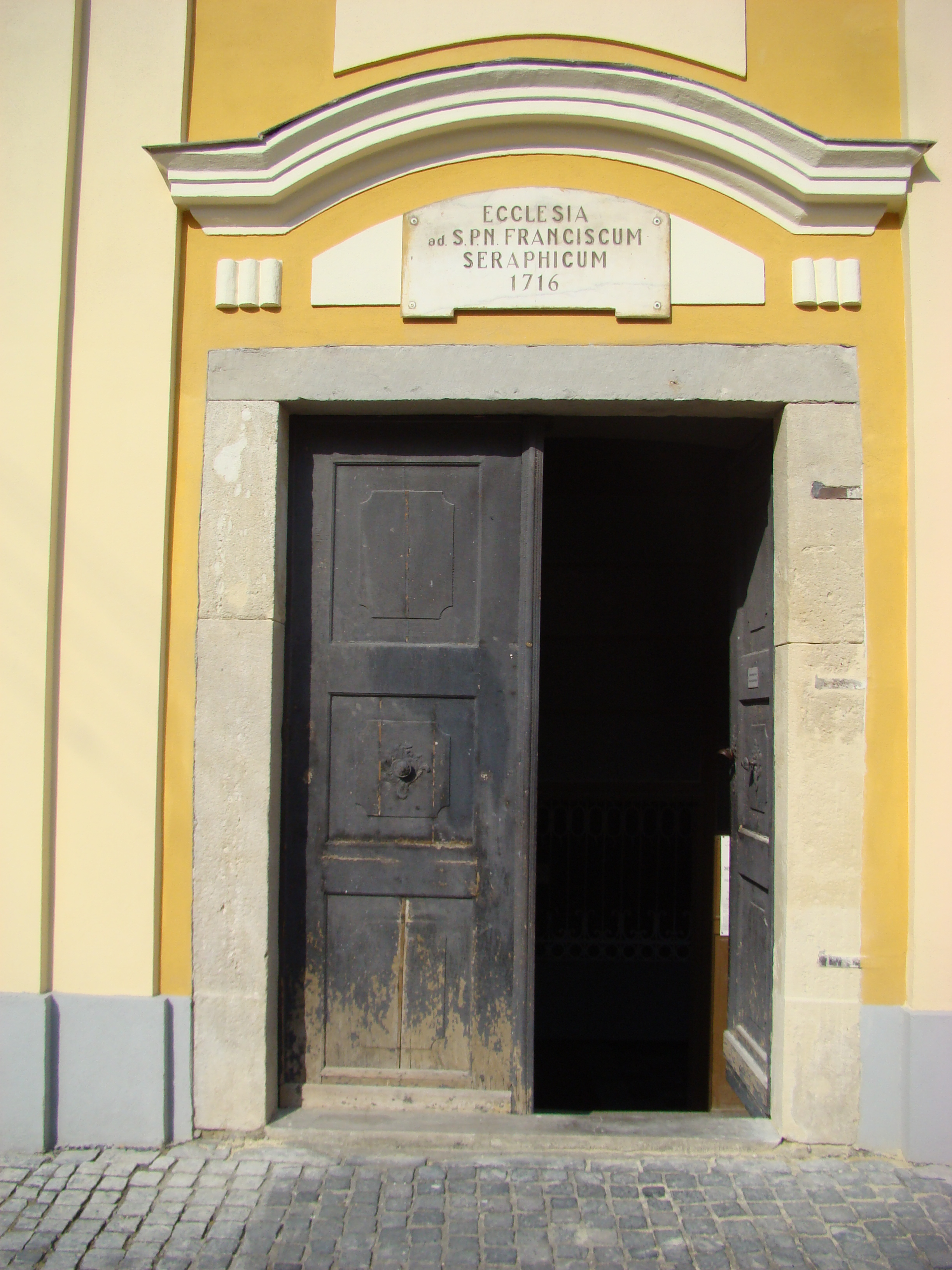
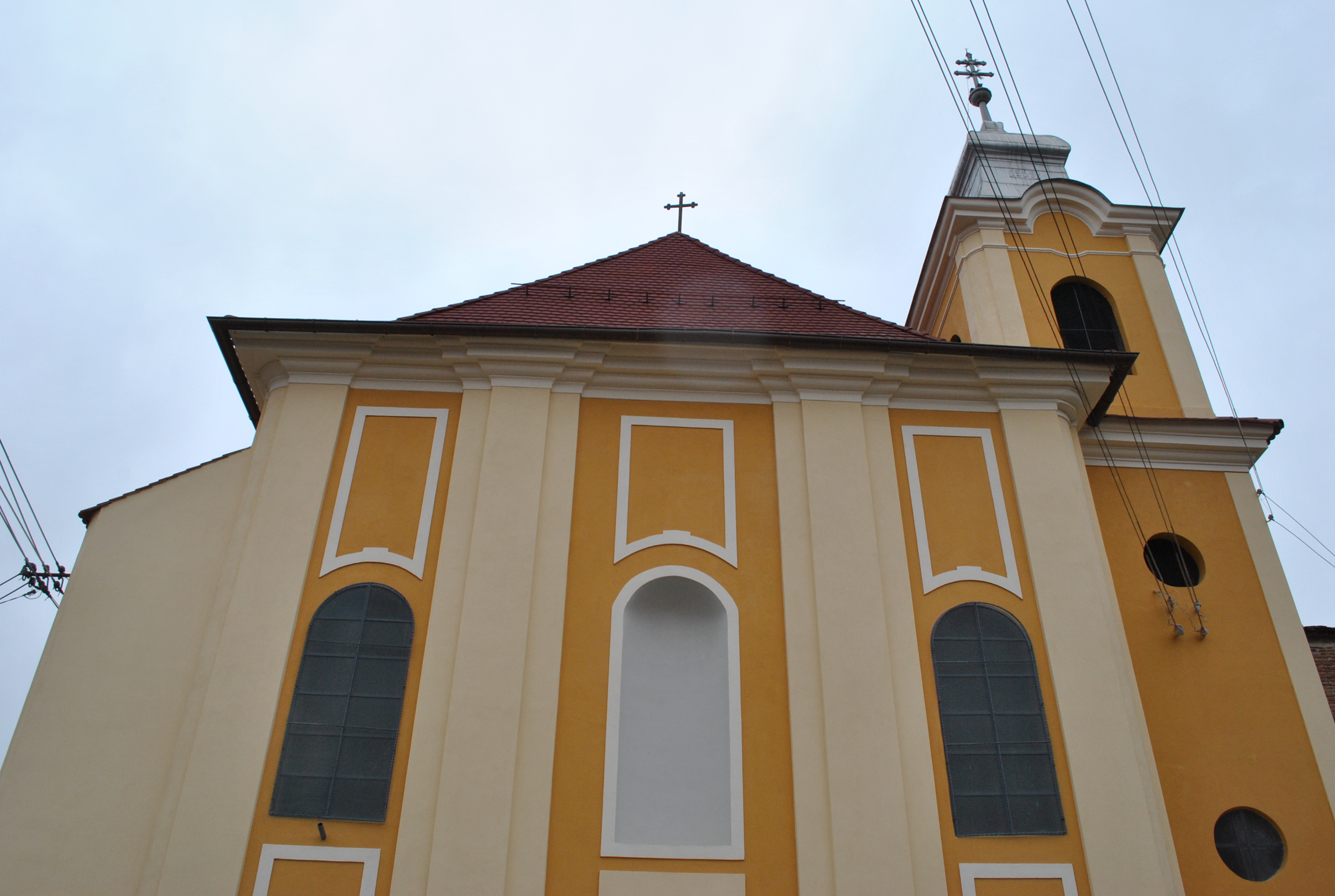
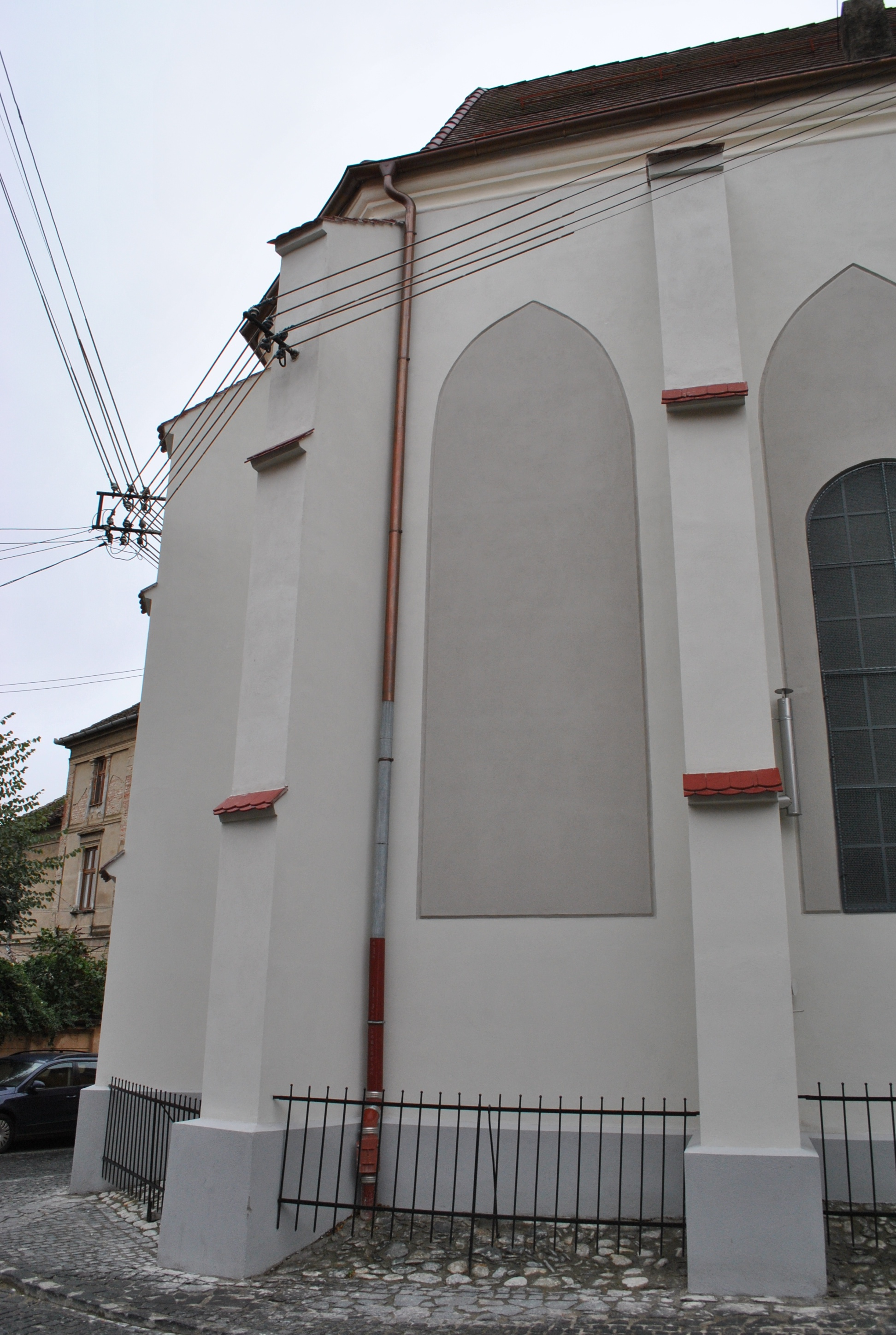
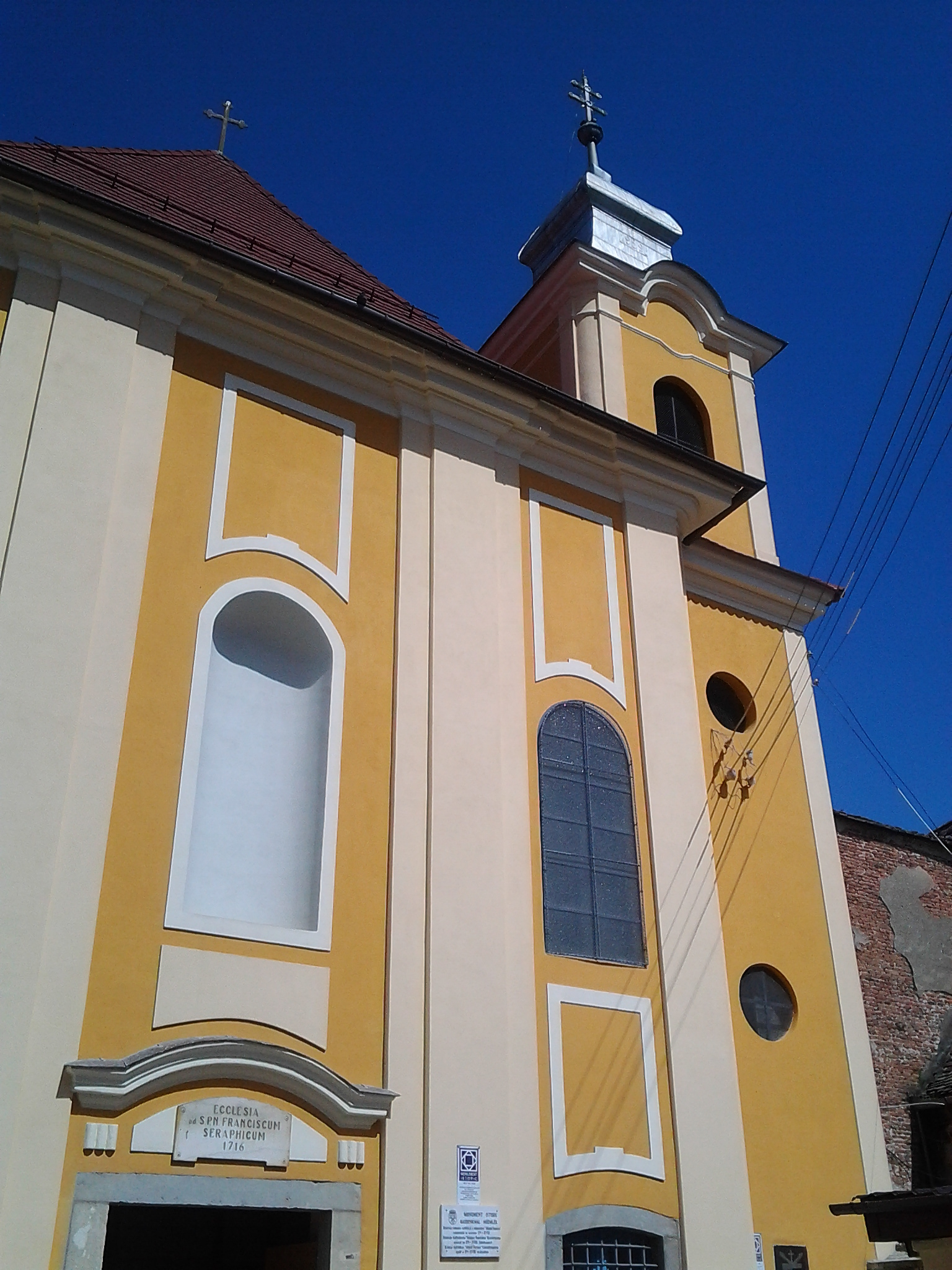
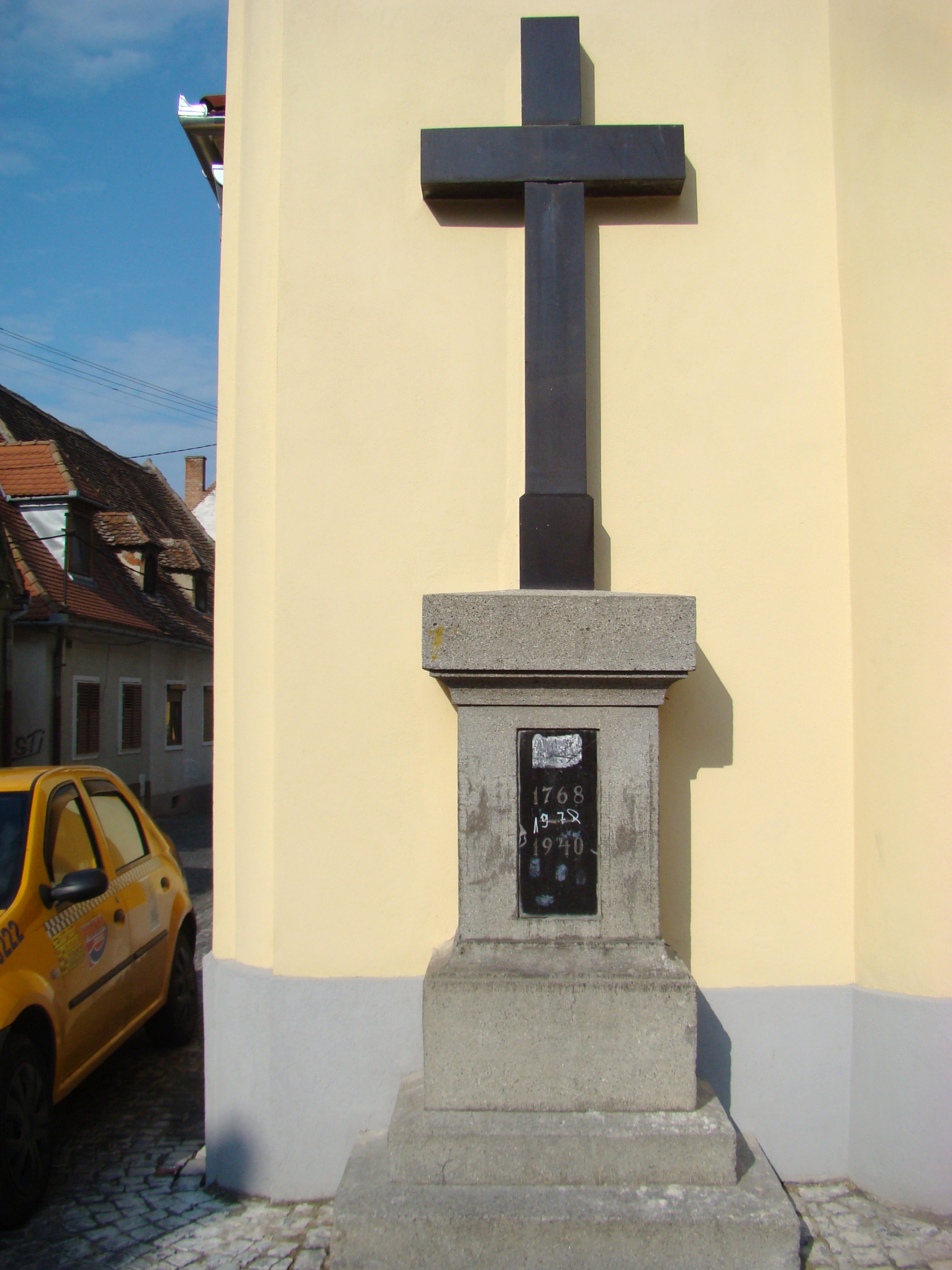
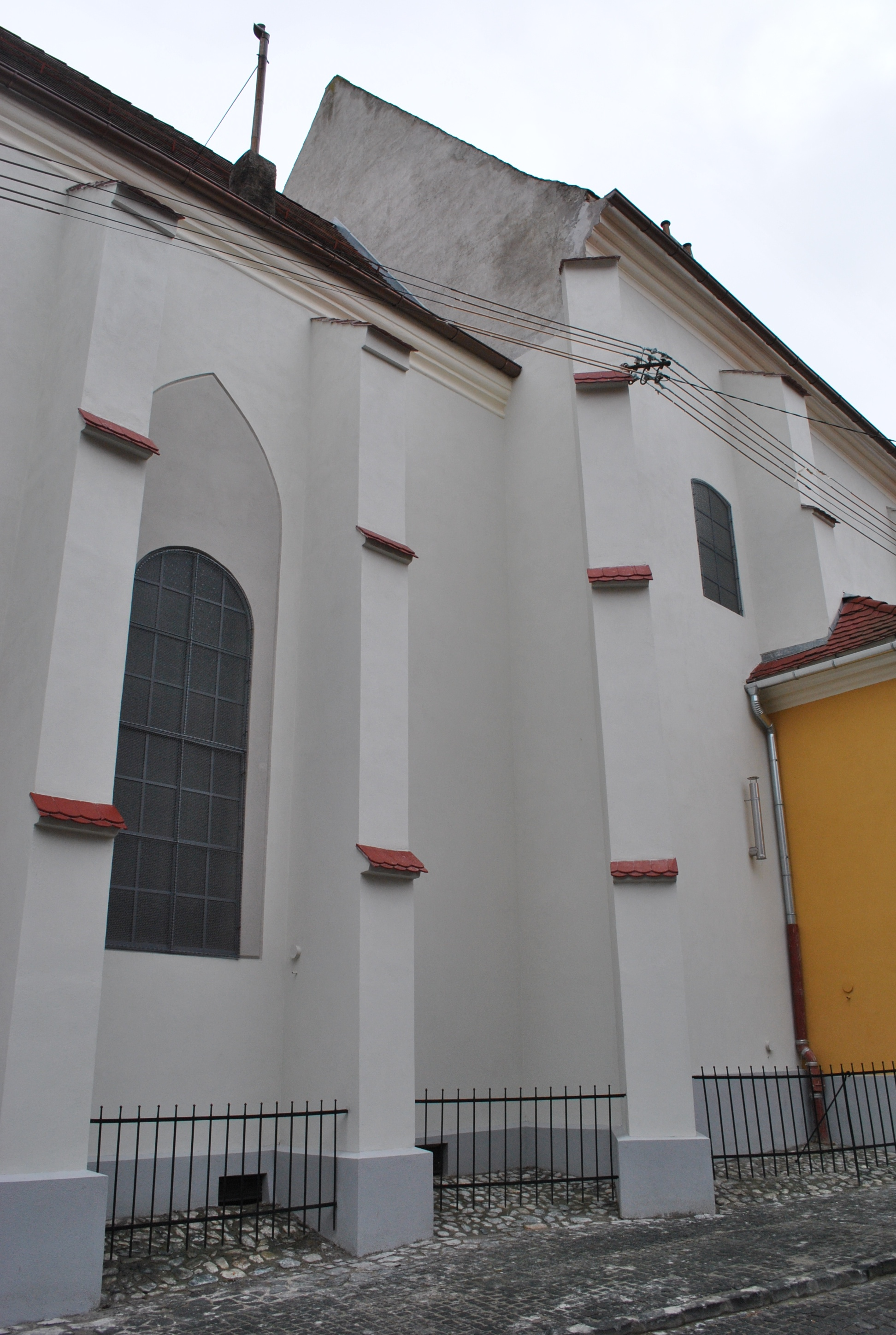
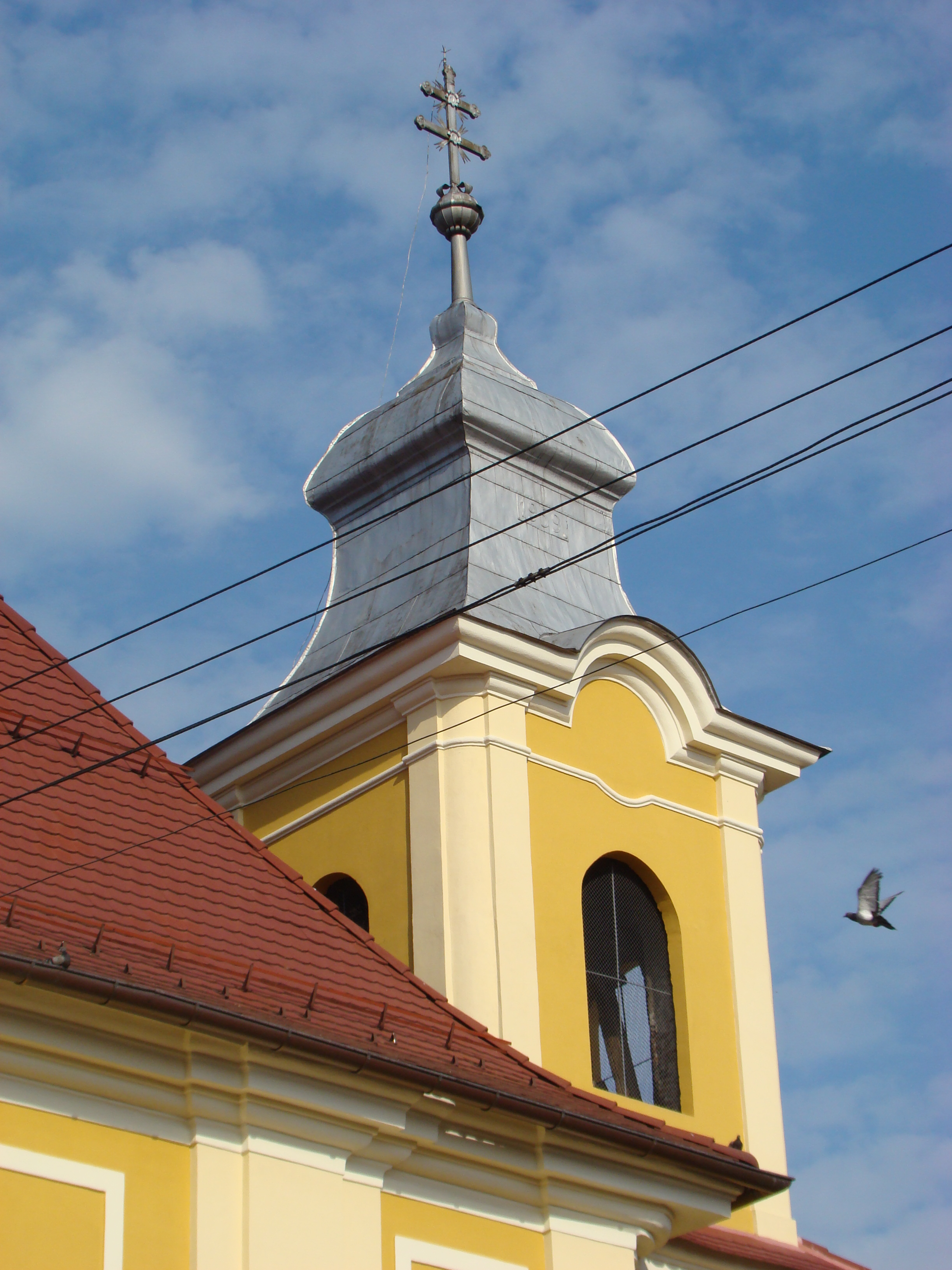
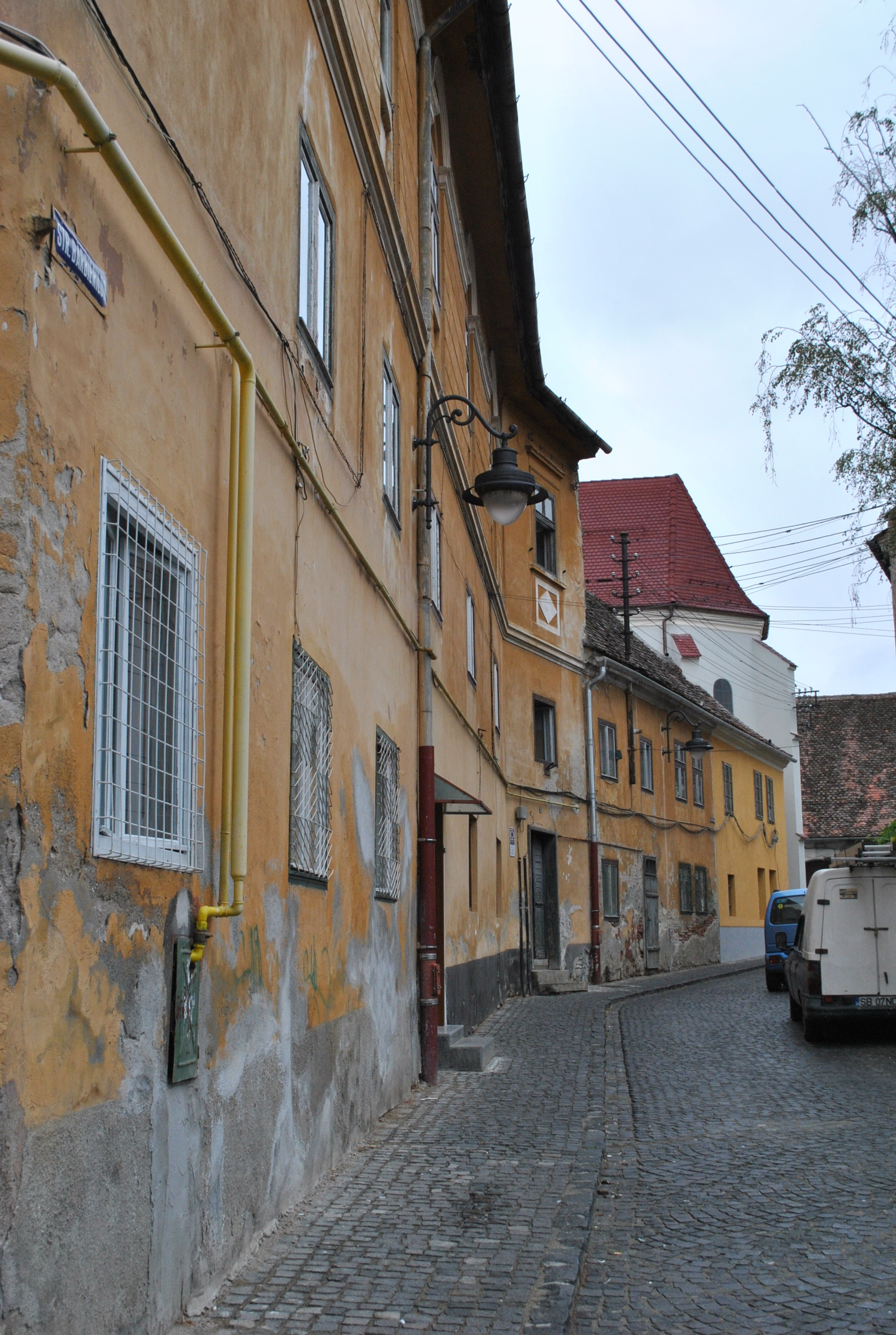

## Imagini din interior

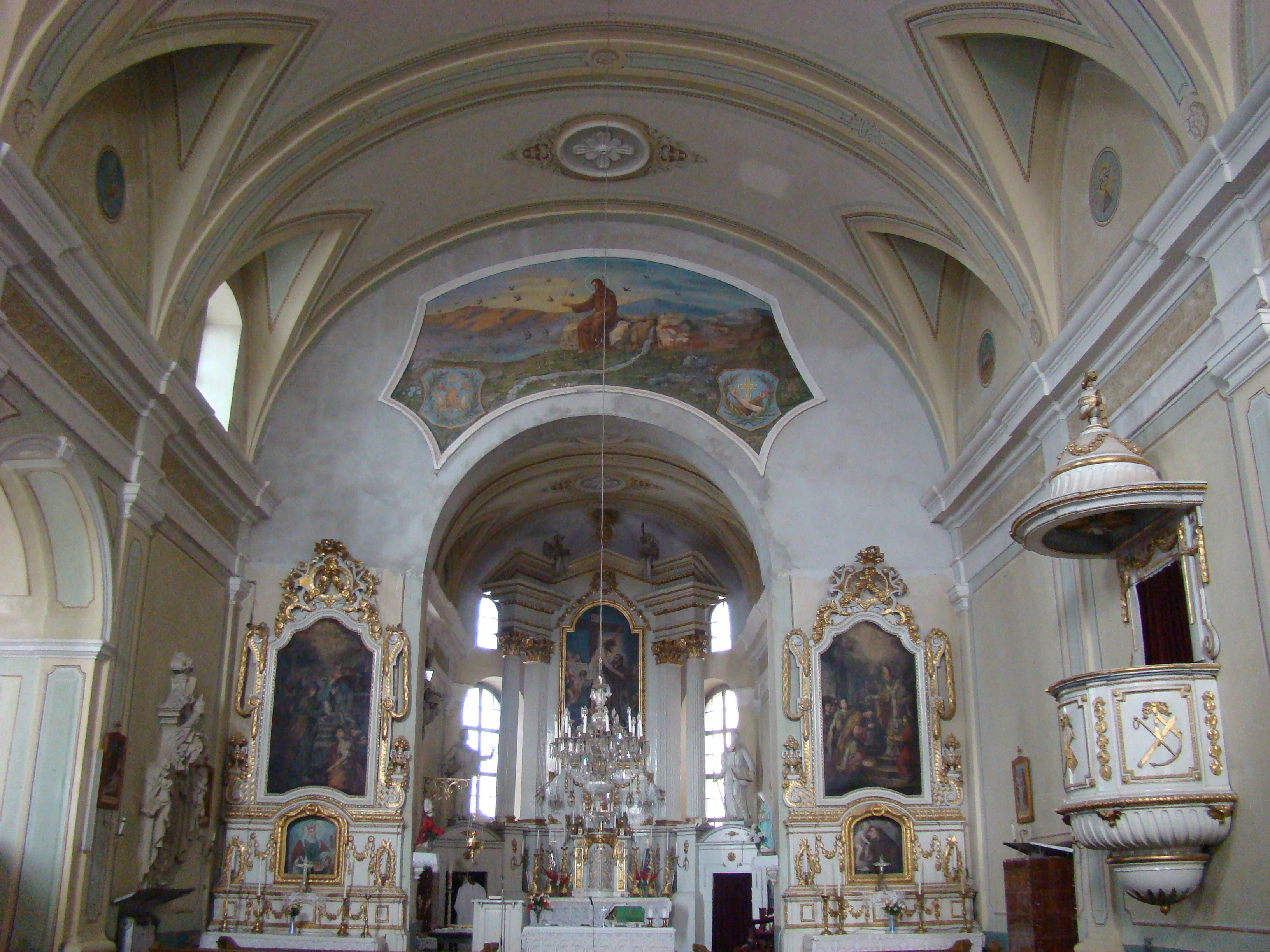
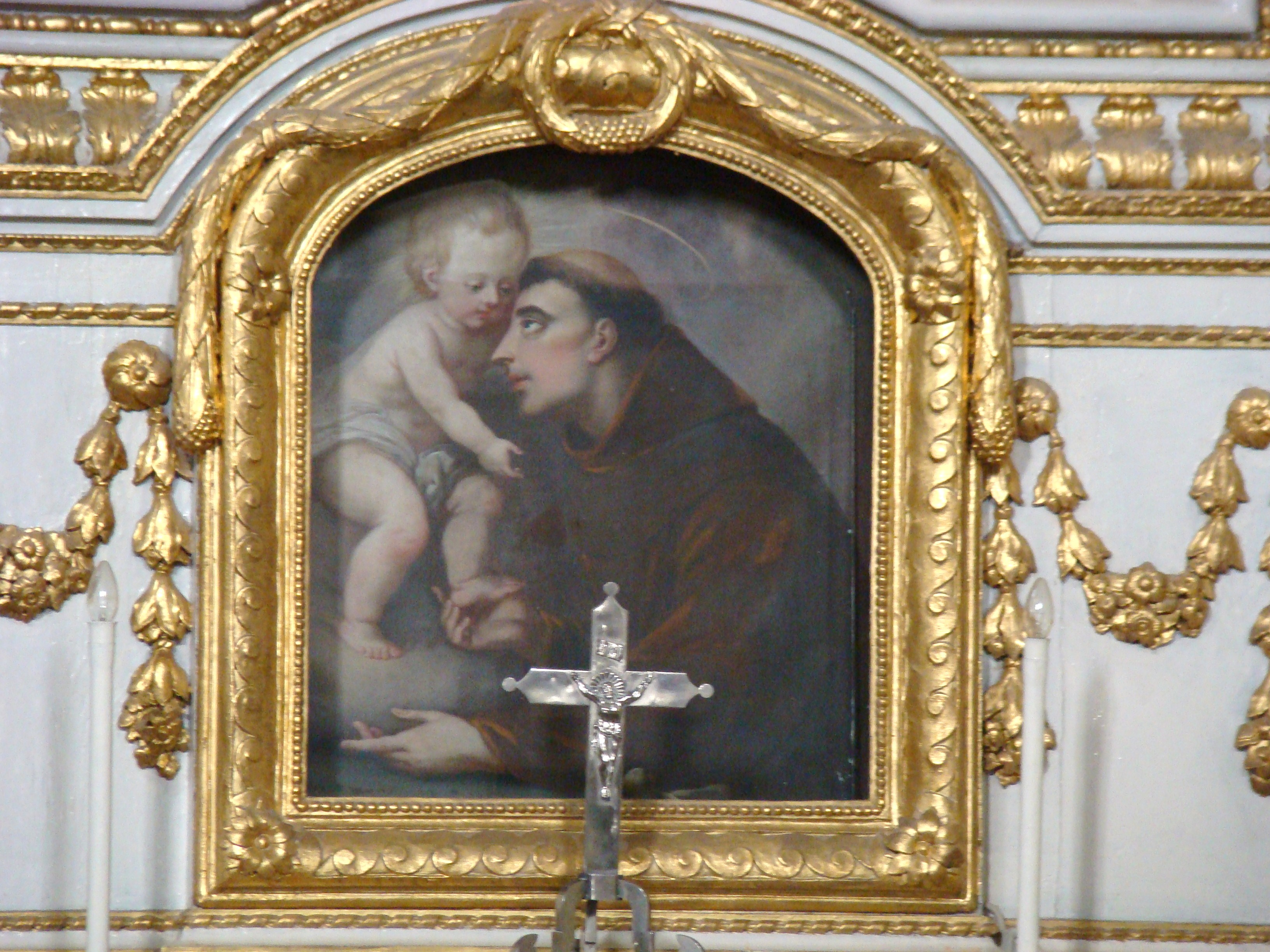
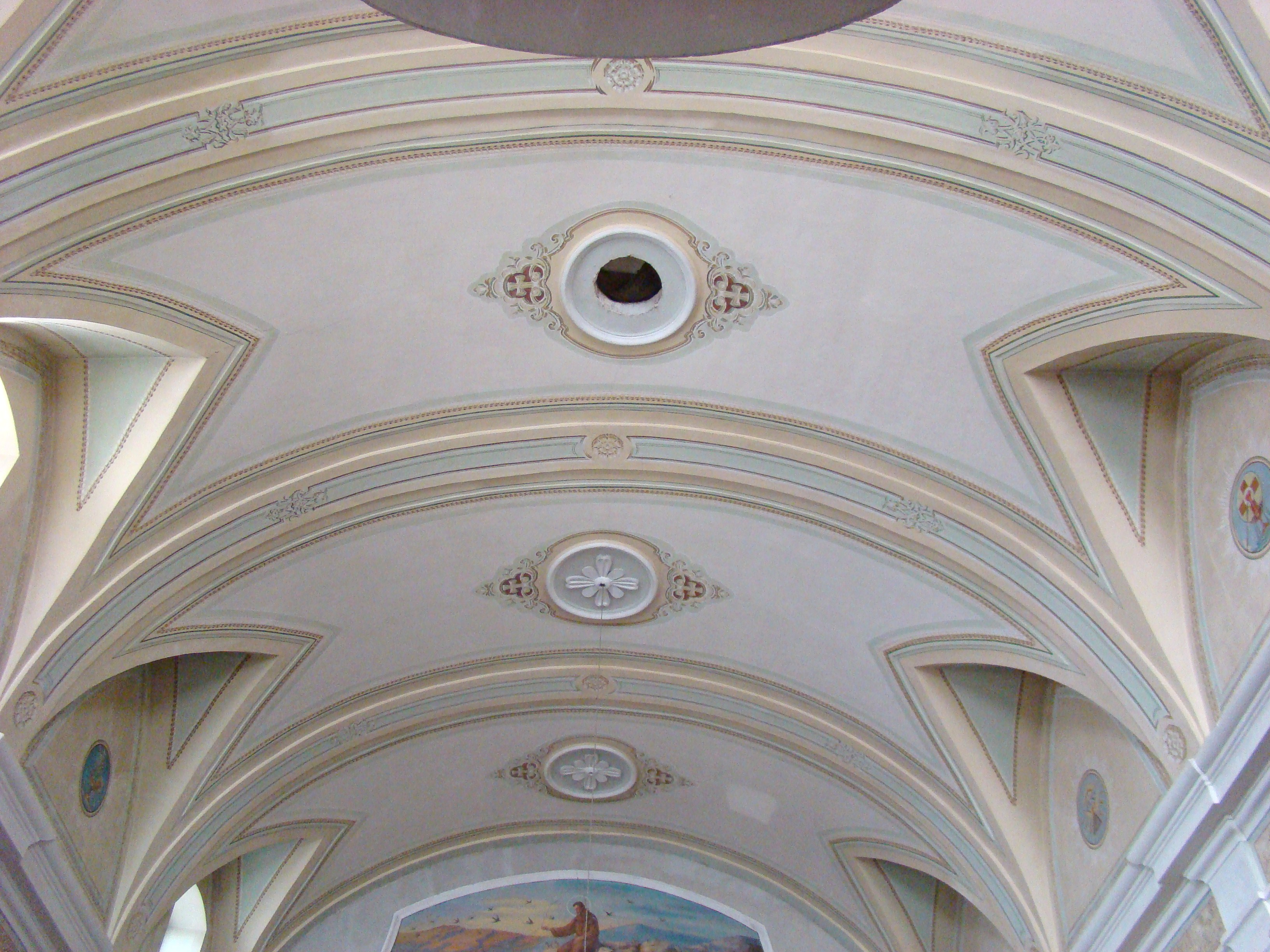
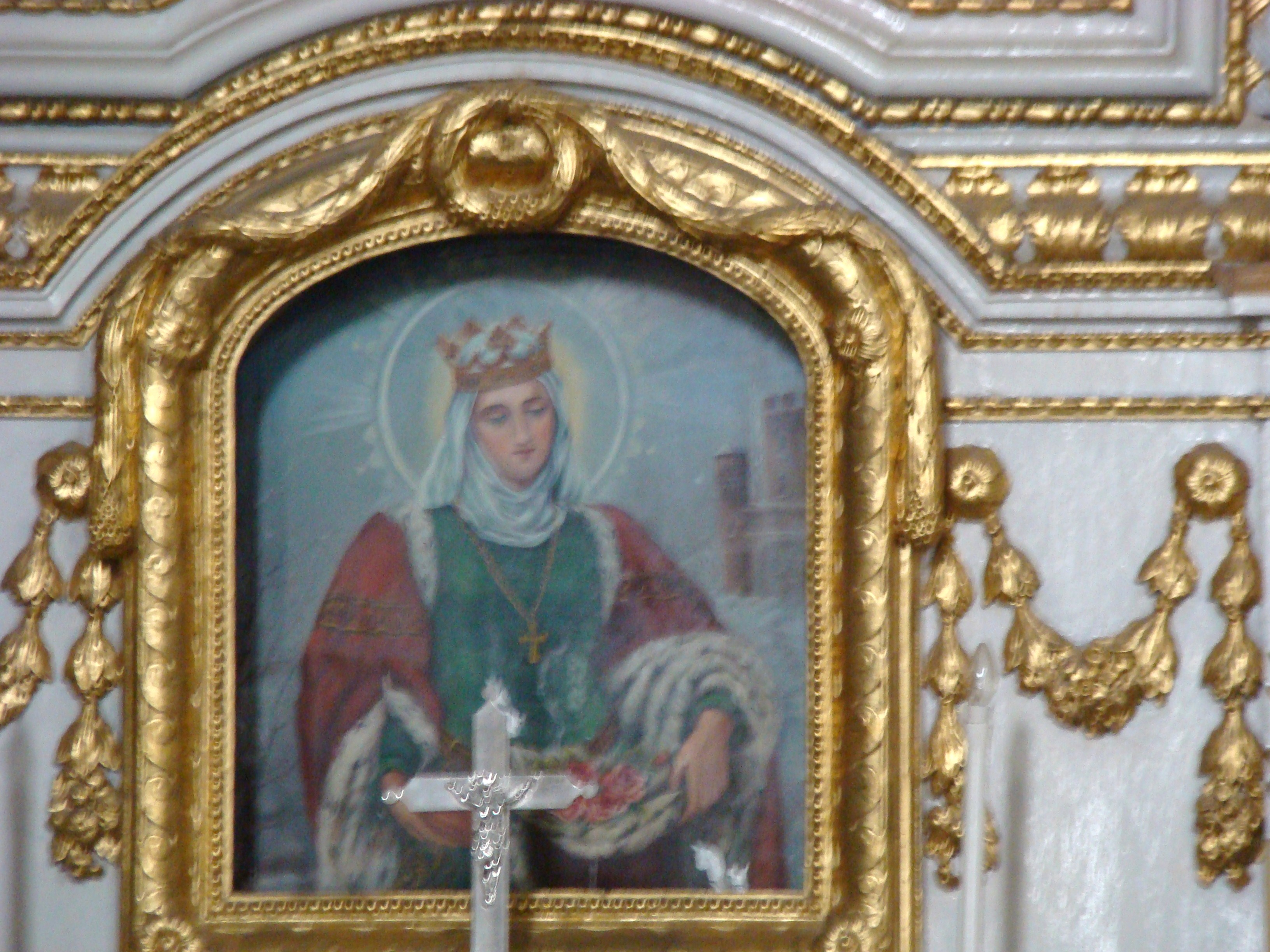
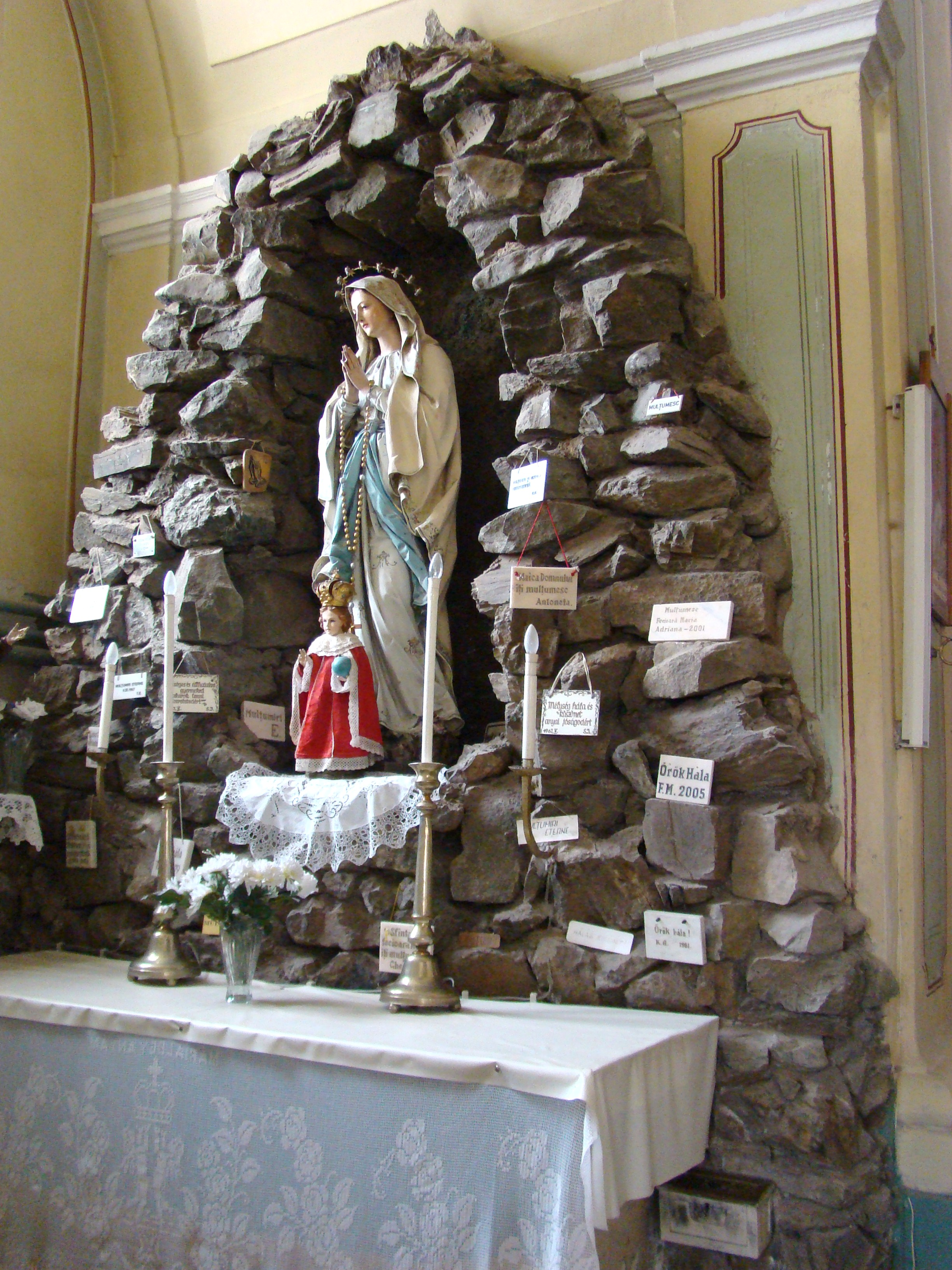
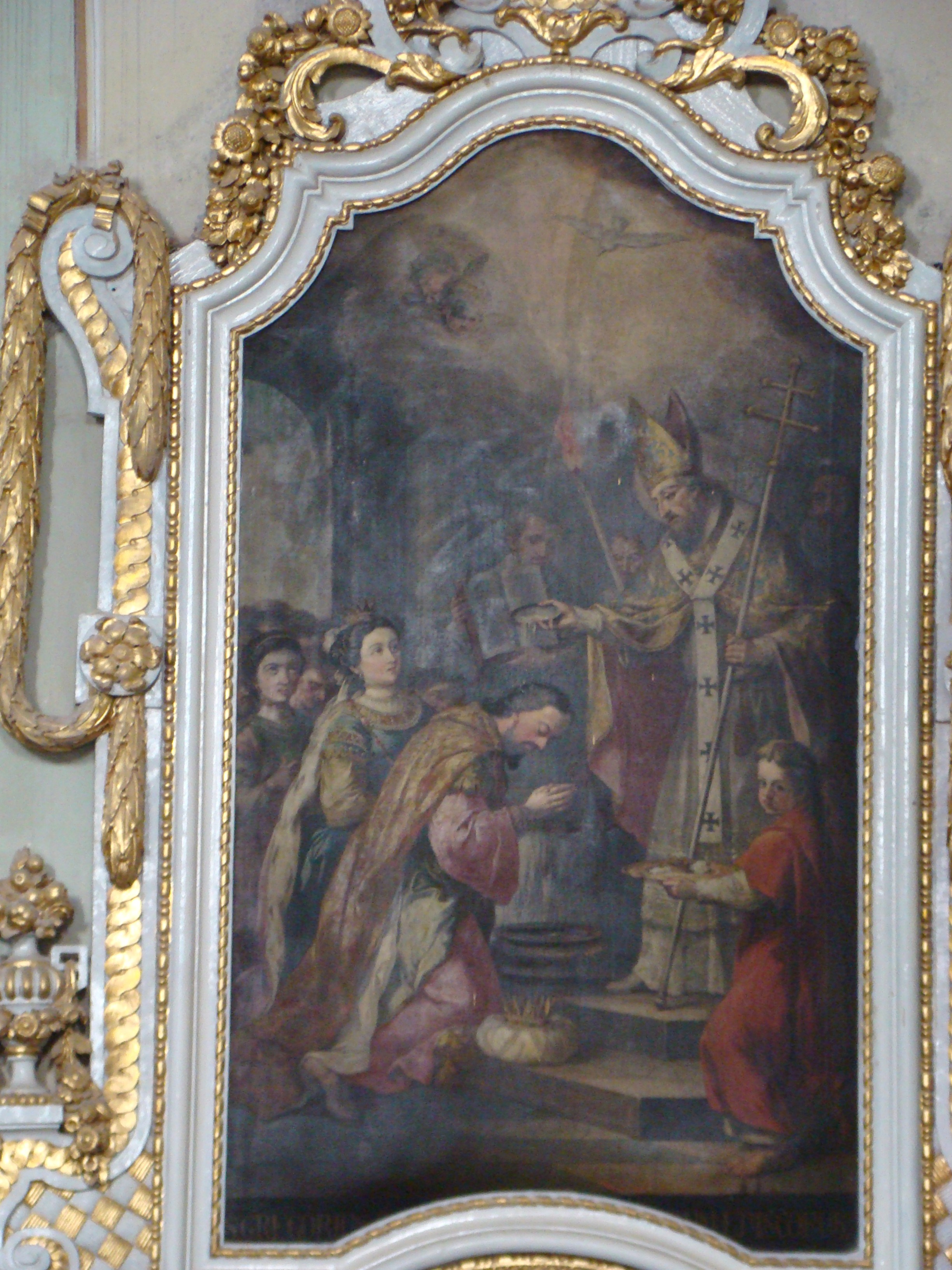
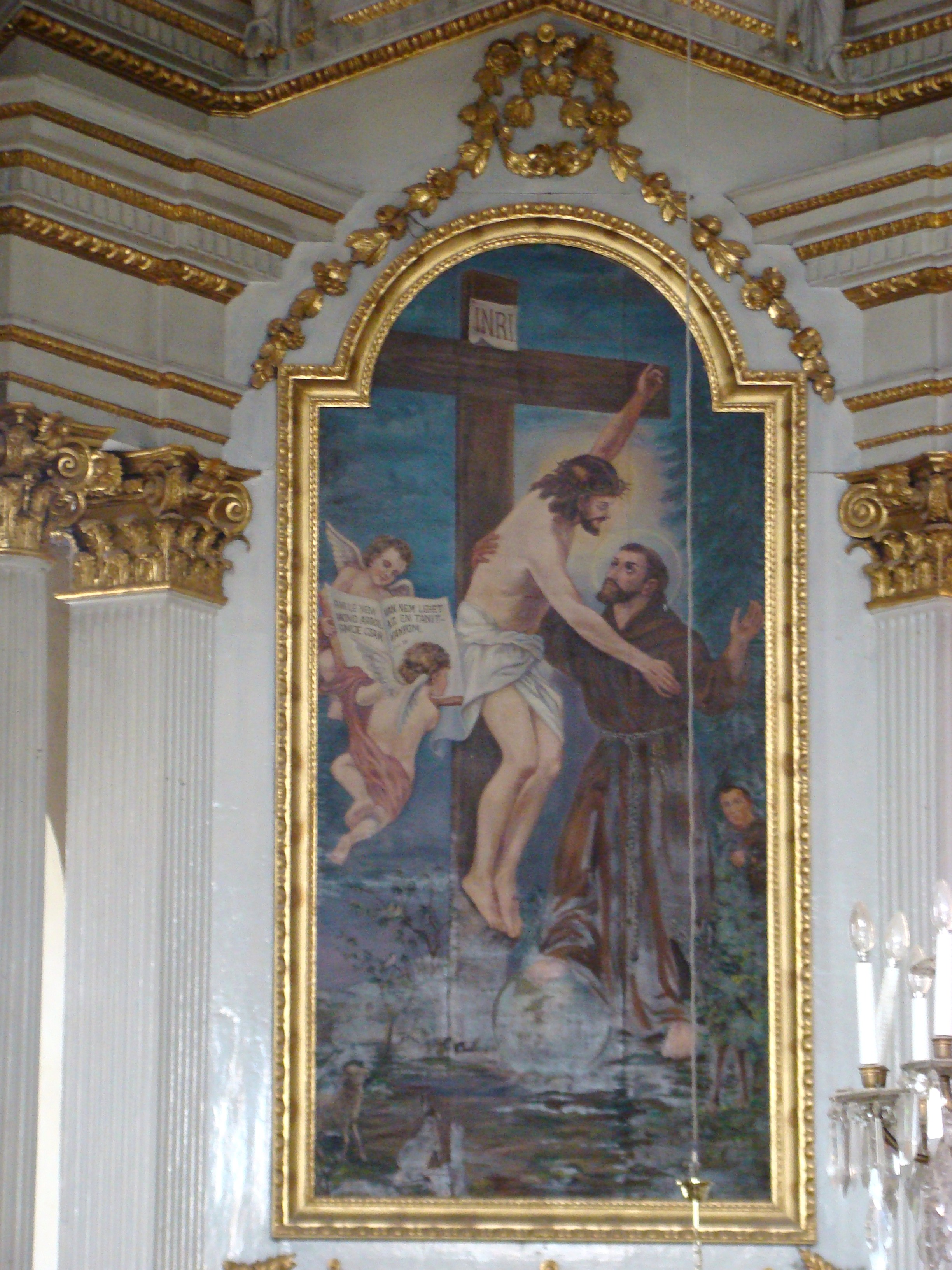
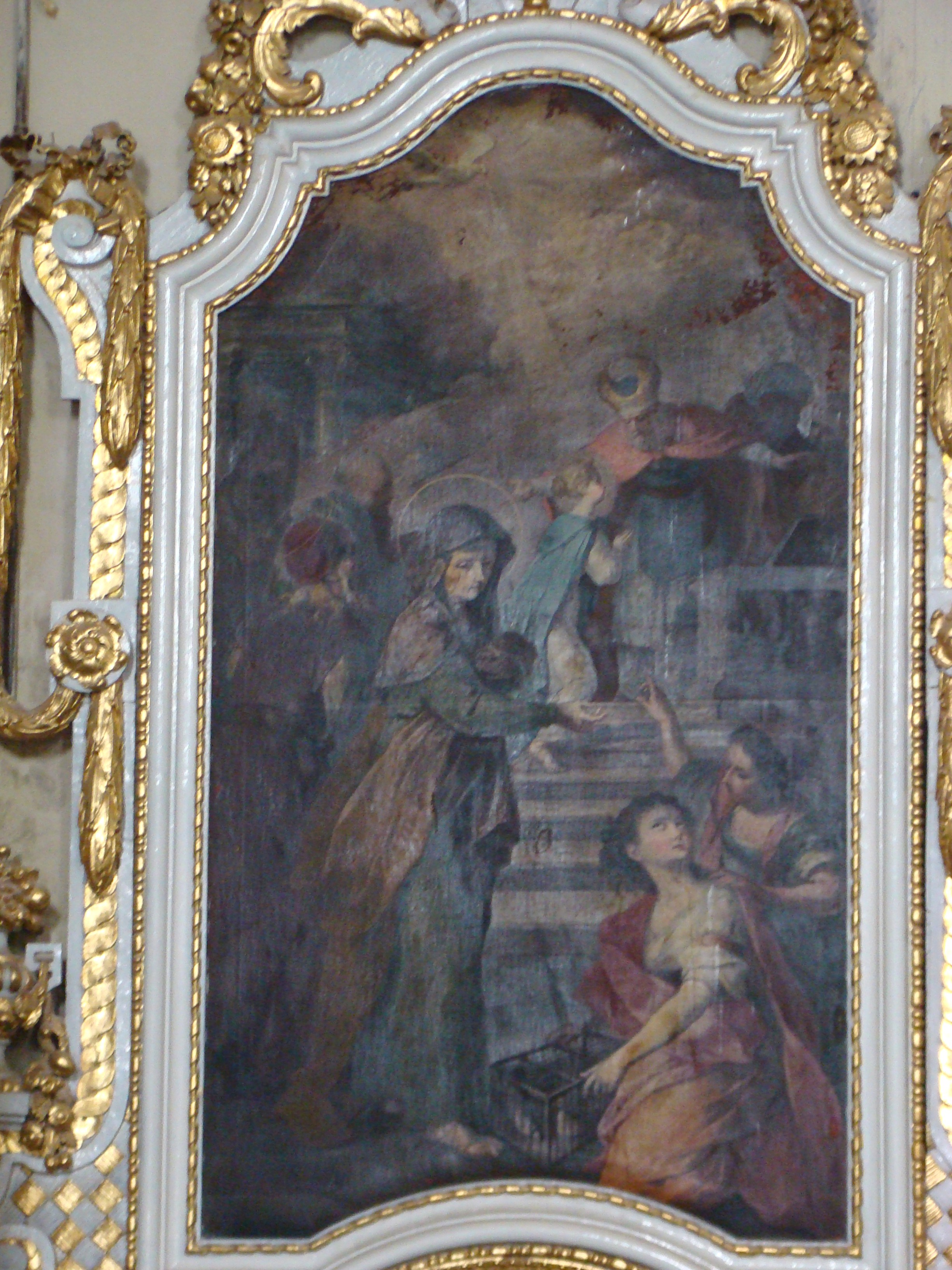
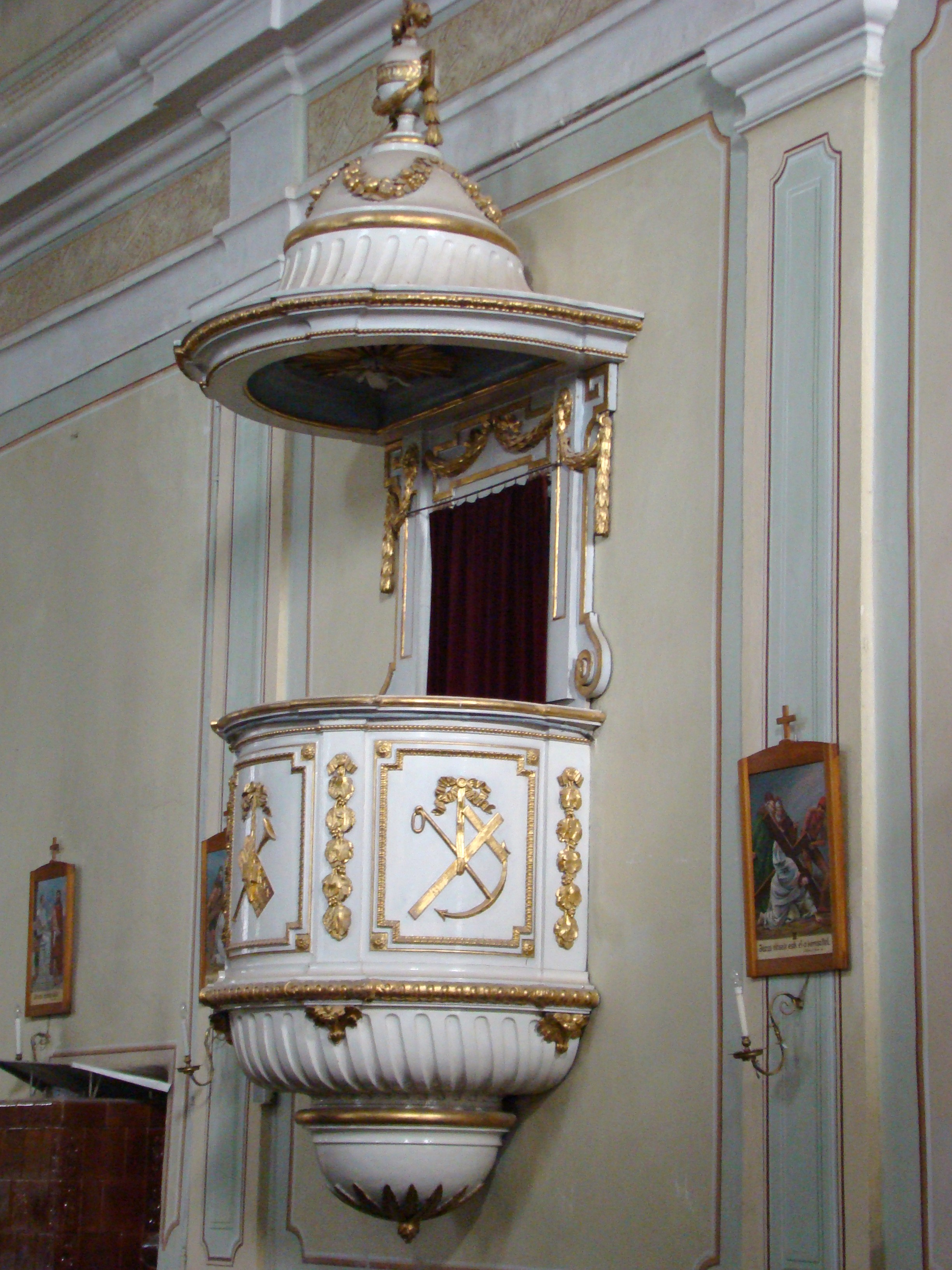
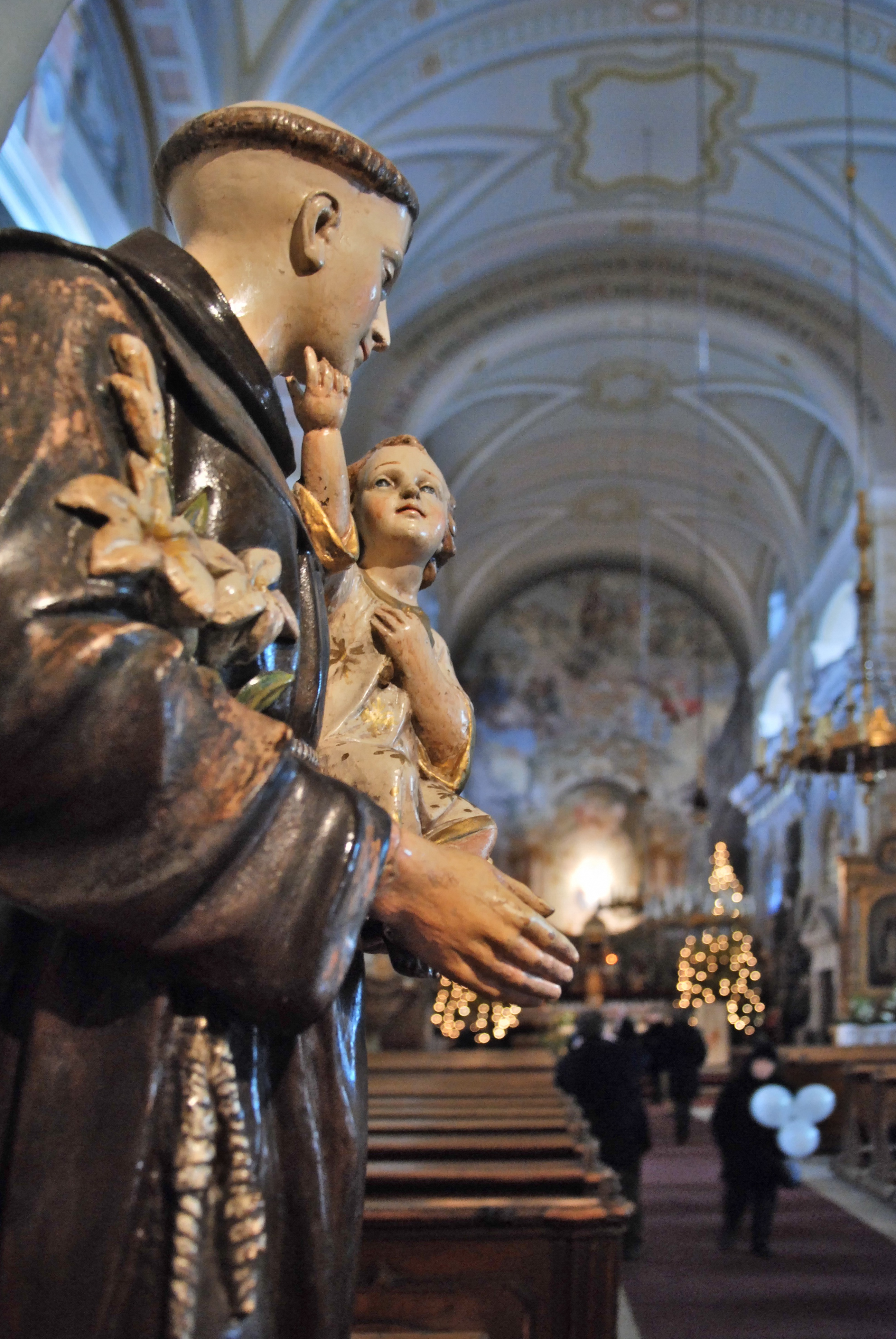
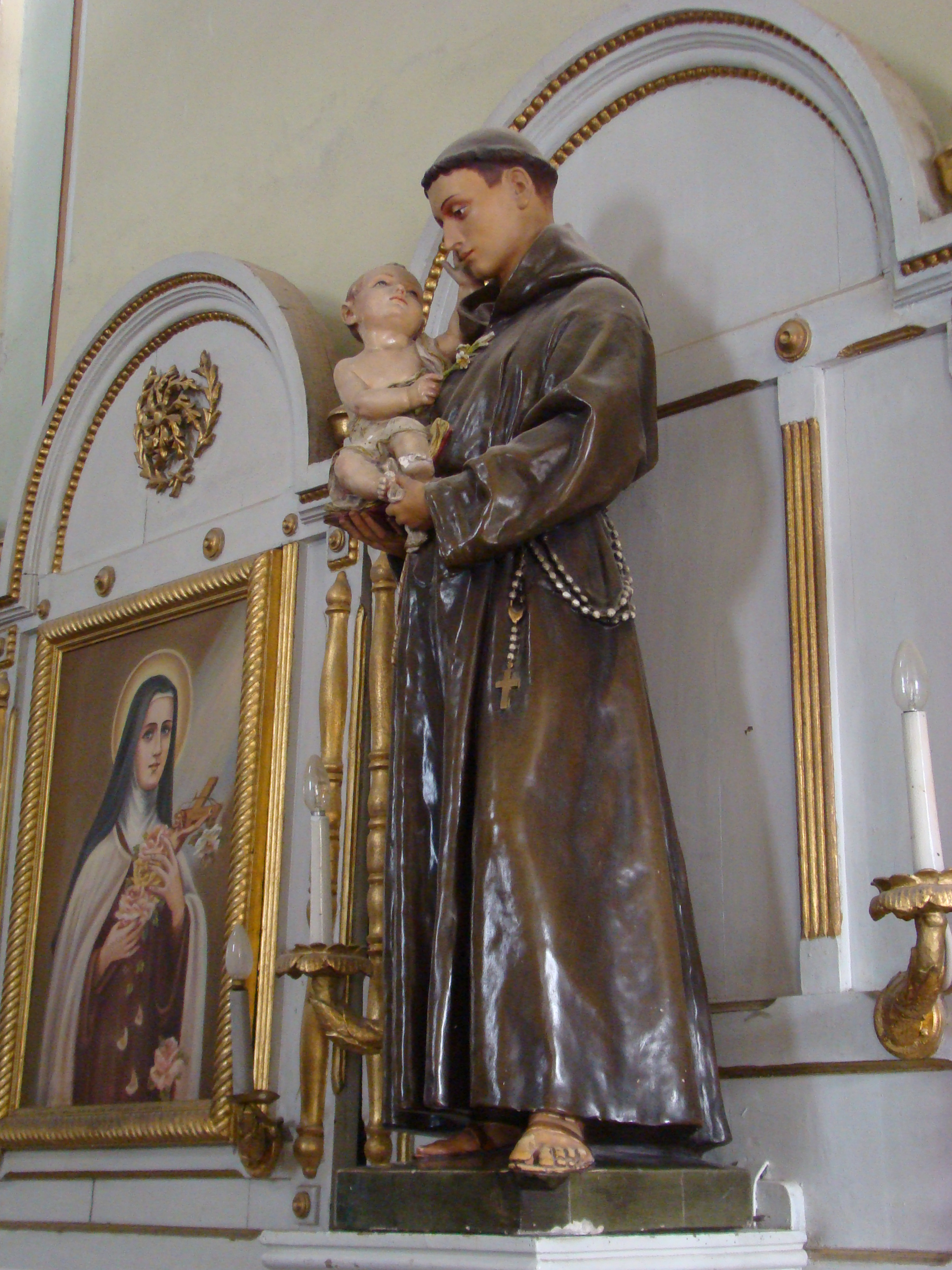
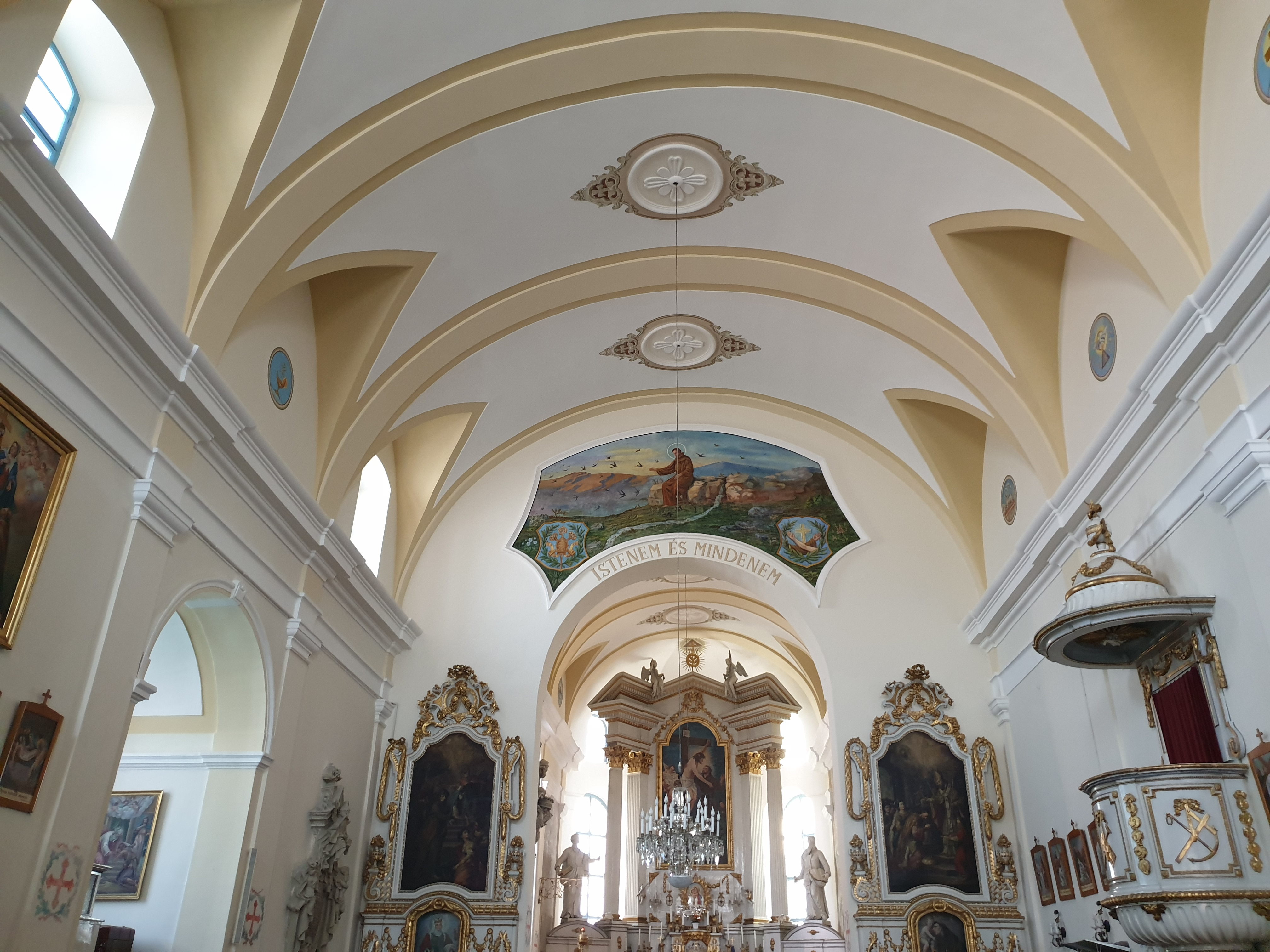